# برآکش

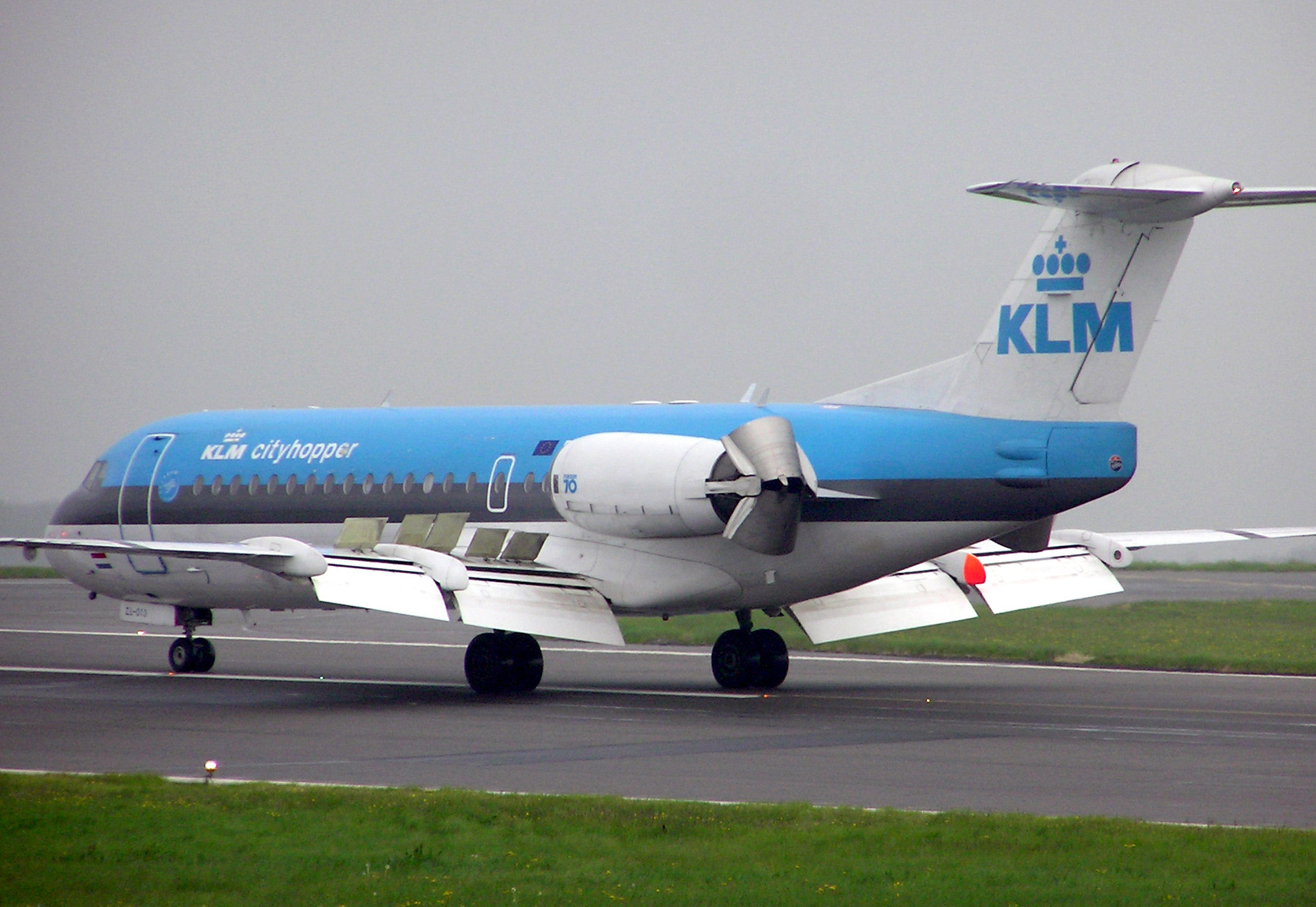
فوکر ۷۰ کی‌ال‌ام با برآکُش‌های بلند کرده به رنگ کرم روی بال به هنگام نشست در فرودگاه بین‌المللی بریستول انگلستان.

بَرآکُش (به انگلیسی: Spoiler) وسیله‌ای است برای کاستن از نیروی برآر در هواگردها.
برآکش‌ها صفحاتی بر روی سطح بال هستند که می‌توانند از میان ماهیواره رو به بالا باز شوند. با این کار برآکش به‌طور دقیق یک واماندگی کنترل شده‌ای را در بخشی از عقب بال پشت سر خود ایجاد می‌کند، که باعث کاهش شدید نیروی برآر آن قسمت بال می‌شود. برآکش‌ها با ترمزهای هوایی متفاوتند. ترمزهای هوایی جهت افزایش نیروی پسار طراحی شده‌اند در صورتی که نیروی برآر را به مقدار کمی تغییر می‌دهند. در صورتی که برآکش‌ها به‌طور چشمگیری نیروی برآر را کاهش می‌دهند در حالی که در پسار فقط افزایش محدودی را به وجود می‌آورد.
برآکش‌ها در بادپرها هواپیماهای بدون موتور جهت کنترل سرعت فرود و همچنین دستیابی به یک فرود کنترل شده در نقطه مورد نظر استفاده می‌شوند. پایین آوردن دماغه هواپیما می‌تواند باعث افزایش سرعت فرود شود، هر چند برآکش‌ها قادرند سرعت مطمئنه برای فرود ایجاد کنند.
هواپیماهای مسافربری هم معمولاً به برآکش‌ها مجهز هستند. برآکش‌ها گاهی برای فرود آمدن از ارتفاع پرواز افقی استفاده می‌شود تا هواپیما را جهت فرود آمدن تا ارتفاع پایین‌تر بدون استفاده از سرعت، کمک کند. استفاده از آن‌ها محدود است، به‌طوری‌که جریان متلاطمی که در پشت آن‌ها ایجاد می‌شود صدا و لرزش قابل توجه‌ای را سبب می‌شود که امکان ناراحتی برای مسافران می‌باشد. برآکش‌ها به‌طور متفاوتی عمل می‌کنند تا کنترل چرخش را میسر سازند. در زمان نشستن اگر چه برآکش‌ها تقریباً همیشه در بیشترین حالت مؤثر برای کمک به کاهش سرعت هواپیما استفاده می‌شود. افزایش نیروی پسار توسط برآکش‌ها ایجاد می‌شود که به‌طور مستقیم بر روی ترمزها اثر می‌کند. به هر حال آنچه که در واقع بدست می‌آید برآکش‌ها باعث کاهش چشمگیر نیروی برآر می‌شوند از این رو وزن هواپیما از بال‌ها به ارابه فرود منتقل می‌گردد که به چرخ‌ها اجازه می‌دهد که به‌طور مکانیکی با کمترین تغییر در لغزیدن ترمز کنند. همچنین نیروی معکوس فشار موتور اغلب برای کمک به کاهش سرعت فرود استفاده می‌شود.
برآکش‌ها در هواپیماهای با موتور پیستونی خنک‌شونده با هوا برای جلوگیری از صدمات ناشی از سرد شدن موتور مورد نیاز هستند. در فرود بدون برآکش‌ها سرعت هوا افزایش یافته و موتور در قدرت کم گرمای کمتری نسبت به حالت عادی ایجاد می‌کند. موتور ممکن است به سرعت سرد شده که باعث چسبندگی دریچه‌ها، ترک سیلندر یا مشکلات دیگر شود. برآکش‌ها با اجازه دادن به هواپیما برای اینکه با سرعت مطلوب فرود آید موقعیت را آرام می‌کنند در آن هنگام به موتور اجازه می‌دهد با تنظیمات قدرتی کار کند تا از سرد شدن سریع آن جلوگیری کند. (این بخصوص در موتورهای پیستونی توربوشارژ درست است، آنچه که دمای بالاتری نسبت به aspirated engine به‌طور عادی تولید می‌کند).

## ۱. برآکش به عنوان سطوح کنترل
برخی هواپیماها برآکش‌ها را در ترکیب یا به جای شهپرها برای کنترل چرخش هواپیما استفاده می‌کنند. اصولاً برای کاهش حرکات عرضی معکوس (adverse yaw) هنگامی که نیروی مصرف شده سکان عمودی متحرک دم توسط سرعت بالاتر محدود شده‌است. برای برخی برآکش‌ها اصلاح برآکش باز استفاده می‌شود. در رابطه با برآکش باز درست آن است که به عنوان سطوح کنترلی استفاده می‌شود که بر روی بال برافراشته می‌شود؛ بنابراین نیروی برآر را کاهش داده و نیروی پسار را افزایش می‌دهد و باعث چرخش و yaw می‌گردد.

## برآکش‌ها، توصیف عمومی
برآکش‌ها پسار را افزایش می‌دهند و نیروی برآر روی بال را می‌کاهند. اگر بر روی یک بال بلند شوند، به کنترل حرکت غلتش کمک می‌کنند که باعث می‌شود بال به سمت پایین بیاید (drop). اگر برآکش‌ها به صورت متقارن در طول پرواز برافراشته شوند، سرعت هواپیما در طول پرواز کمتر شده و همچنین می‌تواند بدون افزایش سرعت فرود آید. وقتی که برآکش‌ها در حرکت روی زمین در سرعت زیاد بالا بیایند، نیروی برآر بال‌ها را از بین می‌برند، آنچه که نیروی بیشتری بر روی چرخ‌های هواپیما وارد می‌کند.
برآکش‌ها هم در پرواز و هم بر روی زمین قابل استفاده‌اند. با این حال برآکش‌ها در حرکت بر روی زمین تنها می‌توانند برافراشته شوند وقتی که وزن هواپیما بر روی ارابه فرود قرار دارد. وقتی که برآکش‌ها در حرکت بر روی زمین گسترده می‌شوند نیروی برآر را کاهش داده و ترمزها را مؤثر تر می‌کنند. در طول پرواز یک کلید حساس زمینی بر روی ارابه فرود از باز شدن برآکش‌های زمینی جلوگیری می‌کند.

## حادثه‌ها و تصادفات
۱. پرواز ۶۲۱ خطوط هوایی کانادا،
en:Air Canada Flight 621
بازشدن ناگهانی برآکش‌ها در ارتفاع پایین موجب این سانحه در تورنتو در ۵ ژوئیه ۱۹۷۰ گشت.
۲. پرواز ۵۵۲ United Airline
فراموشی در غیرفعال کردن برآکش‌ها باعث حادثه در شیکاگو Chicago Midway International Airport on 8 December ۱۹۷۲.
۳. پرواز American Airlines ۹۶۵
فراموش کردن غیرفعال نمودن برآکش‌ها در زمان برخاستن جهت جلوگیری از برخورد با کوه باعث سانحه شد در ۲۰ December ۱۹۹۵.
۴. پرواز American Airlines ۱۴۲۰
فراموشی باز کردن برآکش باعث حادثه شد در Little Rock National Airport on 1 June ۱۹۹۹.
۵. پرواز TAM Brazilian Airlines ۳۰۵۴
خلبان Airbus ۳۲۰ از غیرفعال بودن engine #۲ thrust reverser، موتور سمت راست آگاه بود و همچنین ظاهراً هیچ تلاشی برای استفاده از ترمزها نکرد وقتی که سعی داشت در فرودگاه São Paulo's Congonhas در ۱۷ ژوئیه ۲۰۰۷ فرود آید. برآکش‌های هواپیما تنها راه کاهش سرعت بودند. هواپیما در باند فرودگاه سر خورد و آن طرف بزرگراه اصلی به یک انبار کوبید شد و تمام ۱۸۶ مسافر و خدمه و چندین نفر در روی زمین کشته شدند و آن بدترین سانحه هوایی برزیل بود.